# Friedelind Wagner
Friedelind Wagner (Bayreuth, Alemanya, 29 de març de 1918 - Herdecke, 8 de maig de 1991) va ser una compositora alemanya. Va ser el segon infant (després de Wieland Wagner, 1917-1966) i la filla gran de Siegfried Wagner i Winifred Wagner.

## Biografia
Friedelind Wagner, neta del compositor Richard Wagner, va créixer a Bayreuth la vil·la Wahnfried. De petita li deien "Die Maus" o "Mausi", o sigui, "el ratolí". Va assistir a l'escola del monestir Stift zum Heiligengrabede, a Brandenburg, Alemanya. Friedelind Wagner es va incorporar de seguida al Festival de Bayreuth. Va tenir una molt bona relació amb el seu pare, Siegfried, i fou, després de la seva mort, considerada com un enfant terrible des del punt de vista de la família. En 1939 va abandonar l'Alemanya de Hitler per la seva oposició política al règim, sent internada temporalment, en ser considerada com un enemic, en l'Illa de Man, on va passar gairebé nou mesos (des del 27 de maig de 1940 al 15 de febrer de 1941). Després va marxar als Estats Units d'Amèrica, on va poder comptar amb amics com ara Arturo Toscanini. Amb la seva marxa es va posicionar en contra de la seva família, molt propera a les posicions polítiques del Tercer Reich i amb estrets vincles amb Adolf Hitler. A Nova York va parlar en 1943 per la ràdio contra l'Alemanya Nazi i la seva apropiació de la figura de Richard Wagner. La difícil relació amb la seva mare Winifred, amiga d'Adolf Hitler, va empitjorar després d'aquestes declaracions. En acabar la guerra, Winifred va deixar el patrimoni familiar Wagner en mans dels germans Wolfgang i Wieland, els quals havien arribar a veure en Hitler una mena de pare succedani. Però segons el testament de Siegfried Wagner, tots tres germans tenien els mateixos drets com a hereus.
Wagner va publicar els seus records d'infantesa, fins al moment de la seva migració, en un llibre publicat en anglès als EUA en 1945, sota el títol de Heritage of fire (herència de foc). En 1945 es va publicar el llibre a Suïssa, per primera vegada en alemany, sota el títol Nacht über Bayreuth (nit sobre Bayreuth). Segons va indicar la publicació Spiegels en 1967, Friedelind va preparar una continuació del llibre, sota el títol Pardon my return (perdó pel meu retorn), però no es va publicar.
En 1953, Friedelind Wagner, ja com a ciutadana estatunidenca, va tornar a l'Alemanya Occidental per primera vegada des que va emigrar. Durant diversos anys va realitzar classes magistrals per a estudiants de música durant la temporada del Festival de Bayreuth. Va ser exclosa de la direcció del Festival pels seus dos germans, que la compartien.
Degut a les dificultats financeres que va partir durant l'emigració, s'havia vist obligada a empenyorar valuoses joies confiades a ella per Gerta von Einem (mare del compositor Gottfried von Einem). Aquest fet va provocar llargs judicis després de la guerra a Bayreuth i es va especular si mitjançant aquestes reclamacions es podria haver vist afectat el llegat de Wagner.
En 1960 va ser convidada d'honor en la inauguració del nou Teatre d'Òpera de Leipzig. El 1967, va escenificar Lohengrin al teatre Bielefeld. El 1975, va ser presidenta de la Sociedad Internacional Siegfried Wagner, on va fer campanya per a la rehabilitació del seu pare, Siegfried Wagner. En 1991, va morir Friedelind Wagner, sense haver-se mai casat, en la ciutat de Westfàlia de Herdecke. Les seves cendres es van dispersar, a petició pròpia, a prop de la casa de Richard Wagner de Tribschen, al Vierwaldstättersee.